# 江陰市
江陰市（こういん-し）は中華人民共和国に位置する省直轄の県級市であり、しばらく無錫市に代理管轄されている。

## 地理
江陰市は江蘇省南部に位置する。

## 行政区画
7街道、10鎮を管轄する。なお、一つの国家級高新区と二つの省級開発区を管轄する。
- 街道：澄江街道、城東街道、南閘街道、雲亭街道、申港街道、利港街道、夏港街道
- 鎮：璜土鎮、月城鎮、青陽鎮、徐霞客鎮、華士鎮、周荘鎮、新橋鎮、長涇鎮、顧山鎮、祝塘鎮
- 国家級高新区：江陰高新技術産業開発区
- 省級開発区：江蘇江陰靖江工業園区、江蘇江陰臨港経済開発区

中国一金持ちといわれている華西村は華士鎮に属する。

## 歴史
明清には常州府の管轄下に置かれていた。

## 経済
全国の土地の一万分の一、人口の千分の一、財政収入の三百分の一、国内総生産の二百分の一、上場企業の百分の一を占めるといわれている。

## 交通
- 主要道路
  - G2 錫澄高速公路
  - G4221 沿江高速公路
  - S19 通錫高速
  - 346国道

- 鉄道
  - 江陰駅（中国語版） - 滬寧沿江高速鉄道
  - 錫澄軌道交通S1線

## 出身者
- 徐霞客 - 明代の地理学者・旅行家。
- 沈鳳 - 清代の篆刻家・画家。
- 繆荃孫 - 清末民初の教育者・蔵書家。「中国の図書館の父」。
- 殷同 - 中華民国の政治家。汪兆銘政権などに参加。
- 夏詒霆 - 中華民国の外交官。駐ブラジル・ペルー公使。
- 劉半農 - 詩人・言語学者。
- 劉天華 - 作曲家、演奏家。